# Lake Luzerne (CDP)
Lake Luzerne est une census-designated place du comté de Warren, dans l'État de New York, aux États-Unis,. En 2020, elle compte une population de 1 336 habitants.